# Verein für Socialpolitik
Verein für Socialpolitik är en förening som 1873 bildades i Tyskland  av forskare och politiker som, trots oenighet i många frågor, fjärmat sig från den ortodoxa ekonomiska optimismen och insåg behovet av samhällsreformer, men som starkt hävdade nödvändigheten att bygga de positiva reformförslagen på grundval av noggrann historisk och statistisk forskning. Föreningen anknöt till den riktning som betecknades som katedersocialism.
Föreningen har sin upprinnelse i en på hösten 1872 i Eisenach hållen kongress, där inledningstalet hölls av Gustav von Schmoller, och bland de nationalekonomiska deltagarna märktes Lujo Brentano, Gustav Cohn, Johannes Conrad, statistikern Ernst Engel, Adolf Held, Bruno Hildebrand, Georg Friedrich Knapp, Karl Knies, August Meitzen, Erwin Nasse, Friedrich Julius Neumann, Wilhelm Roscher, Hans von Scheel, Gustav von Schönberg och Adolph Wagner. Av katedersocialisterna saknades Albert Schäffle, som i hög grad instämde med den socialistiska kritiken av kapitalismen och kom att stå utanför föreningen. 
Föreningen blev mycket betydelsefull för Tysklands socialpolitiska utveckling och fick även internationellt inflytande. Föreningen representerade inte någon bestämd riktning av social reformpolitik och försökte inte heller att samla nationalekonomerna kring något särskilt program. Wagner var en konsekvent anhängare av statssocialismen; Heinrich Herkner och Werner Sombart intog en utpräglat progressiv hållning, och särskilt den sistnämnde ansågs teoretiskt närma sig marxismen; österrikaren Eugen Philippovich von Philippsberg gav sitt stöd till Schmollers byråkratisk-monarkiska ståndpunkt; och Brentano förenade med sitt arbetarvänliga socialpolitiska program en principtrogen frihandelsståndpunkt, medan andra tyska nationalekonomer av denna riktning intog en kritiskt avvaktande hållning. 
På sina kongresser gjorde Verein für Socialpolitik frågorna om arbetarskydd, föreningsrätt, bostadsförhållanden, hantverks- och lärlingsväsendet etc. till föremål för en mångsidig, vetenskaplig debatt, i vilken även icke-nationalekonomer från skilda vetenskapliga och praktiska verksamhetsområden deltog. Under årens lopp har en mängd kongressförhandlingar och monografiska undersökningar av sociala och ekonomiska förhållanden utgivits. 